# Cavolinia uncinata
Cavolinia uncinata is een slakkensoort uit de familie van de Cavoliniidae. De wetenschappelijke naam van de soort is voor het eerst geldig gepubliceerd in 1829 door Rang.